# إنجيل فيليب

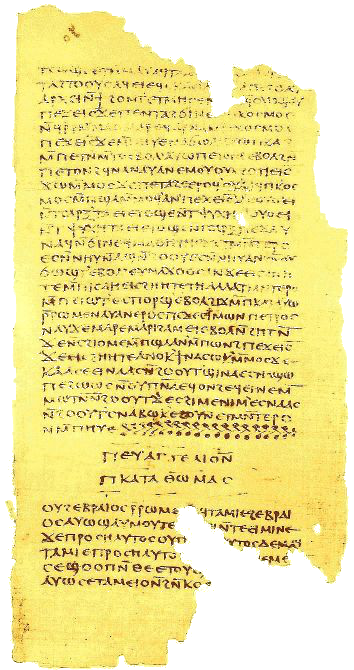
نسخة من انجيل فيليب، مكتبة ناج حمادي

إنجيل فيليب إنجيل غنوصي من الأبوكريفا يعود للقرن الثالث وبعد ضياعه اكتشف في مخطوطات نجع حمادي عام 1945.
لا يرتبط النص بالأناجيل القانونية ولا تقبله الكنيسة المسيحية. على الرغم من أنه قد يبدو مشابهًا لإنجيل توما، إلا أن العلماء منقسمون حول ما إذا كان خطابًا واحدًا أو مجموعة من أقوال فالنتين، ولاسيما سر الزواج، هي موضوع رئيسي. كما هو الحال في النصوص الغنوصية الأخرى، فإن إنجيل توما وإنجيل مريم، وإنجيل فيليب يدافع عن التقليد الذي يمنح مريم المجدلية نظرة ثاقبة خاصة لتعاليم يسوع، ولكنه لا يدعم «اختراعات القرن الحادي والعشرين بخصوص مريم المجدلية مثل زوجة يسوع وأم ذريته».
ومع ذلك، شجعت روايات مثل رواية شيفرة دافنشي لدان براون النظرية الشائعة بأن يسوع كان متزوجًا من مريم المجدلية. تصف المخطوطة اليونانية القديمة يسوع على أنه "koinonos" أو «رفيق» ماري، والذي قد يعني أحيانًا علاقة جنسية، ولكنه يُستخدم دائمًا كـ «استعارة لشراكة روحية أعمق».